# Piper thomsonii
Piper thomsonii là một loài thực vật có hoa trong họ Hồ tiêu. Loài này được (C. DC.) Hook. f. miêu tả khoa học đầu tiên năm 1886.